# Aspilatopsis gloriola
Aspilatopsis gloriola är en fjärilsart som beskrevs av Louis Beethoven Prout 1913. Aspilatopsis gloriola ingår i släktet Aspilatopsis och familjen mätare. Inga underarter finns listade i Catalogue of Life.